# Geleerde aan een lessenaar

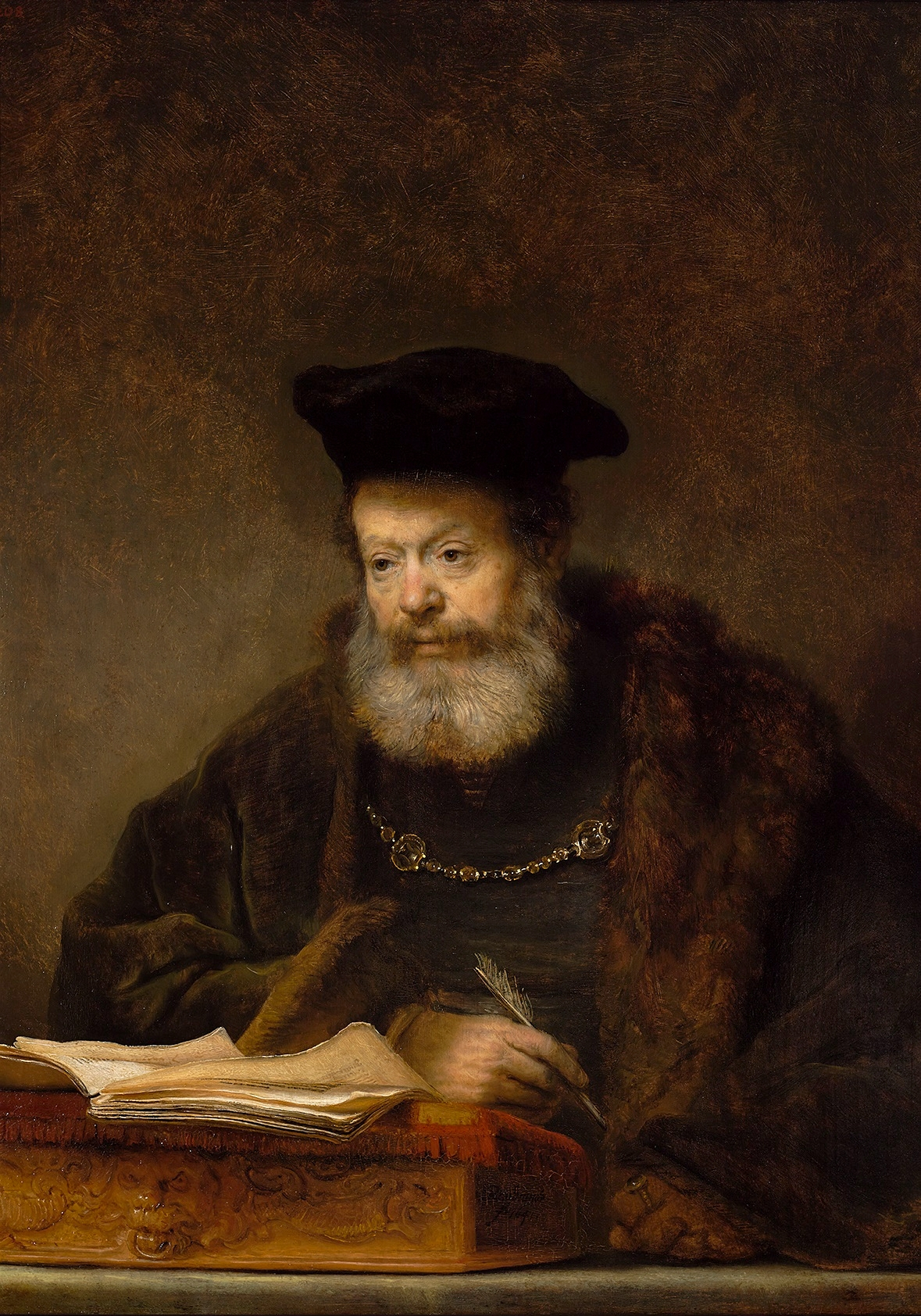
Geleerde aan een lessenaar

Geleerde aan een lessenaar of anders De Vader van de Joodse Bruid is een schilderij van de Hollandse kunstschilder Rembrandt van Rijn, vervaardigd in 1641, in olieverf op paneel. Samen met Jonge vrouw in een schilderijlijst (ook bekend als De Joodse Bruid) en Landschap met de barmhartige Samaritaan is het een van de drie werken van Rembrandt die zich in de Poolse collecties bevinden. Dit werk behoort tot de collectie van het Koninklijk Kasteel in Warschau.

## Omschrijving
De geleerde is zittend weergegeven. Hij is gekleed in een zwarte hoed, een grijsbruine jas met een groene tint, afgewerkt met een donkerbruine bont en een gouden ketting. Het thema van oude geleerden en filosofen komt vaak voor in het oeuvre van Rembrandt. Het gezicht van de geleerde is, daarentegen, uitzonderlijk vanwege bijzondere details, zoals de wrat op zijn linker wang en de rode neus die beide een concrete persoon suggereren.
Het schilderij is vervaardigd op een paneel van populierenhout. Twee schilderijen van het Koninklijk Kasteel horen bij de vijf (in totaal) voorbeelden waarbij Rembrandt en/of zijn atelier populierenhout hebben gebruikt. Hoogstwaarschijnlijk heeft Rembrandt een klein partij van dit soort panelen gekocht circa 1639-1641 en daarmee geëxperimenteerd.

## Geschiedenis en herkomst
Stanisław August Poniatowski kocht dit schilderij samen met Jonge vrouw in een schilderijlijst in 1777 van de gravin Elisabeth Henriette Marie Golovkin (dochter van Friedrich Paul von Kameke) via de kunsthandelaar Jakob Triebel. Aanvankelijk waren de schilderijen gepresenteerd in het Łazienki Paleis in Warschau, echter na de dood van de koning werden zij overhandigd aan Józef Poniatowski. In 1813 liet de laatste de schilderijen over aan zijn zus Maria Teresa Poniatowska. In 1815 werden ze gekocht door Kazimierz Rzewuski die ze vervolgens aan zijn dochter Ludwika, echtgenote van Antoni Lanckoroński, gaf. Tijdens de Tweede Wereldoorlog nam de Gestapo de kunstwerken in beslag en pas in 1947 werden ze teruggegeven aan hun rechtmatige eigenaren en vervolgens gebracht naar het Hohenems Kasteel dicht bij Vaduz, Vorarlberg. In 1950 werden de schilderijen geplaatst in een crypte van de Zwitserse bank. Pas in 1994 werden ze wederom geëxposeerd tijdens een tentoonstelling van de kunstwerken van de Lanckoroński familie die op het Koninklijk Kasteel in Warschau plaatsvond, waarna Karolina Lanckorońska deze twee werken van Rembrandt, samen met een aantal andere schilderijen, aan het Koninklijk Kasteel heeft geschonken.
De geleerde was beschouwd als verloren na de Tweede Wereldoorlog en enkele twijfels over zijn attributie aan Rembrandt verschenen voor het eerst in 1969. Het werk werd niet inbegrepen in de 1989 editie van het Rembrandt Research Project. Nadat Karolina Lanckorońska dit schilderij samen met Jonge vrouw in een schilderijlijst aan het Koninklijk Kasteel in Warschau heeft geschonken, heeft het Rembrandt Research Project ze heronderzocht en hun attributie uiteindelijk in februari 2006 bevestigd.

## Analyse
In 1769 had dit schilderij de titel De Bruidsvader Schrijvende de Bruidsschat. Later, wanneer het schilderij zich in de collectie van Stanisław August bevond, noemde men het Vader van de Joodse Bruid of gebruikte men andere soortgelijke variaties van deze titel. Dit soort titels suggereren een thematische verbinding tussen Geleerde aan een lessenaar en Jonge vrouw in een schilderijlijst. Het is tevens verondersteld dat deze schilderijen elkaars pendanten waren aangezien ze waarschijnlijk in hetzelfde jaar vervaardigd werden, evenals op hetzelfde soort materiaal en in dezelfde maat. Het bleek echter dat deze panelen niet als pendanten waren bedoeld. Rembrandt maakte de pendanten in overeenstemming met het volgende beginsel: het mannelijke portret aan de linkerkant en het vrouwelijke aan de rechterkant, dus het tegenovergestelde van de schilderijen van het Koninklijk Kasteel.
Wat betreft de compositie volgen Geleerde en Jonge vrouw niet hetzelfde schema: het scala van de figuren en hun zitting verschillen. Waren deze portretten als pendanten bedoeld, dan zouden ze beiden in een gekunstelde lijst afgebeeld zijn, zoals het geval bij andere portretten. De portretten van Agatha Bas en haar echtgenoot Nicolaes van Bambeeck zijn daar een goed voorbeeld van; ze dateren van 1641 en bevinden zich in Royal Collection in Londen en respectievelijk in Musées Royaux B.-A. in Brussel.